# Jaime Caupolicán Ramírez Banda
Jaime Caupolicán Ramírez Banda (Santiago de Xile, 14 d'agost de 1931 - Santiago de Xile, 26 de febrer de 2003) fou un futbolista xilè de les dècades de 1950 i 1960.
Jugava a la posició d'extrem dret. Al seu país natal jugà a força clubs, destacant a Universidad de Chile en tres èpoques diferents (1949-1952, 1962 i 1966) essent campió xilè el 1962, Club Social y Deportivo Colo-Colo durant quatre temporades (1954-1958) i on guanyà la lliga el 1956, i dues temporades a CD Huachipato (1967-1969). També fou campió xilè el 1971 a Unión San Felipe. El 1953 arribà al RCD Espanyol on jugà la part final de la temporada 1952-53 i la 1953-54. Entre 1958 i 1960 jugà al Granada CF. El 1962 jugà a Racing Club de Avellaneda a l'Argentina i el 1963, deu anys després de la primera vegada, tornà a fitxar pel RCD Espanyol on jugà una nova temporada. També jugà al CE L'Hospitalet entre 1964 i 1966.
Jugà 56 partits amb la selecció xilena de futbol, 36 dels quals oficials, i marcà 13 gols. Debutà un 17 de setembre de 1954 enfront Perú amb victòria xilena per 2 a 1. Destacà al Mundial de 1962, on marcà dos gols davant Suïssa i Itàlia. Aquesta bona actuació fou clau pel seu posterior fitxatge pel Racing Club argentí. També formà part de la plantilla xilena al Mundial de 1966, a la ja avançada edat de 35 anys.
També fou entrenador de clubs com Club Deportes Concepción i Club Unión Española.